# Chavarriella dubia
Chavarriella dubia är en fjärilsart som beskrevs av Louis Beethoven Prout 1917. Chavarriella dubia ingår i släktet Chavarriella och familjen mätare. Inga underarter finns listade i Catalogue of Life.